# Хатьма трёхмесячная
Хатьма́ трёхмесячная (лат. Malva trimestris) — вид цветковых растений семейства мальвовых. Русскоязычное название по устаревшему синониму лат. Lavatera trimestris, в современной классификации APG IV вид относится к роду Мальва, переводом латинского названия является Мальва трёхмесячная.
Однолетнее растение высотой до 120 см. Листья яйцевидно-округлые, сердцевидные, пильчатые, 3—7-лопастные, жёлто-зелёные, с редкими волосками. Цветы появляются в кластерах на длинных стеблях в конце стеблей одиночные, оттенков белого и розового, 8—10 см в ширину. Лепестки 3—5 см длиной, 3—4 см шириной, обратнояйцевидные, у основания волосистые. Семена тёмно-коричневые.
Вид распространён в Африке (северный Алжир, Марокко, Тунис), Азии (Израиль, Иордания, Ливан, Сирия, Турция), Европе (Греция, Италия [вкл. Сардиния, Сицилия], Франция, Португалия, Гибралтар, Испания [вкл. Балеарские острова]). Растёт на песчаных, глинистых и известковых почвах на высоте 30—900 метров над уровнем моря. Культивируется. Многочисленные сорта были разработаны для использования в саду.

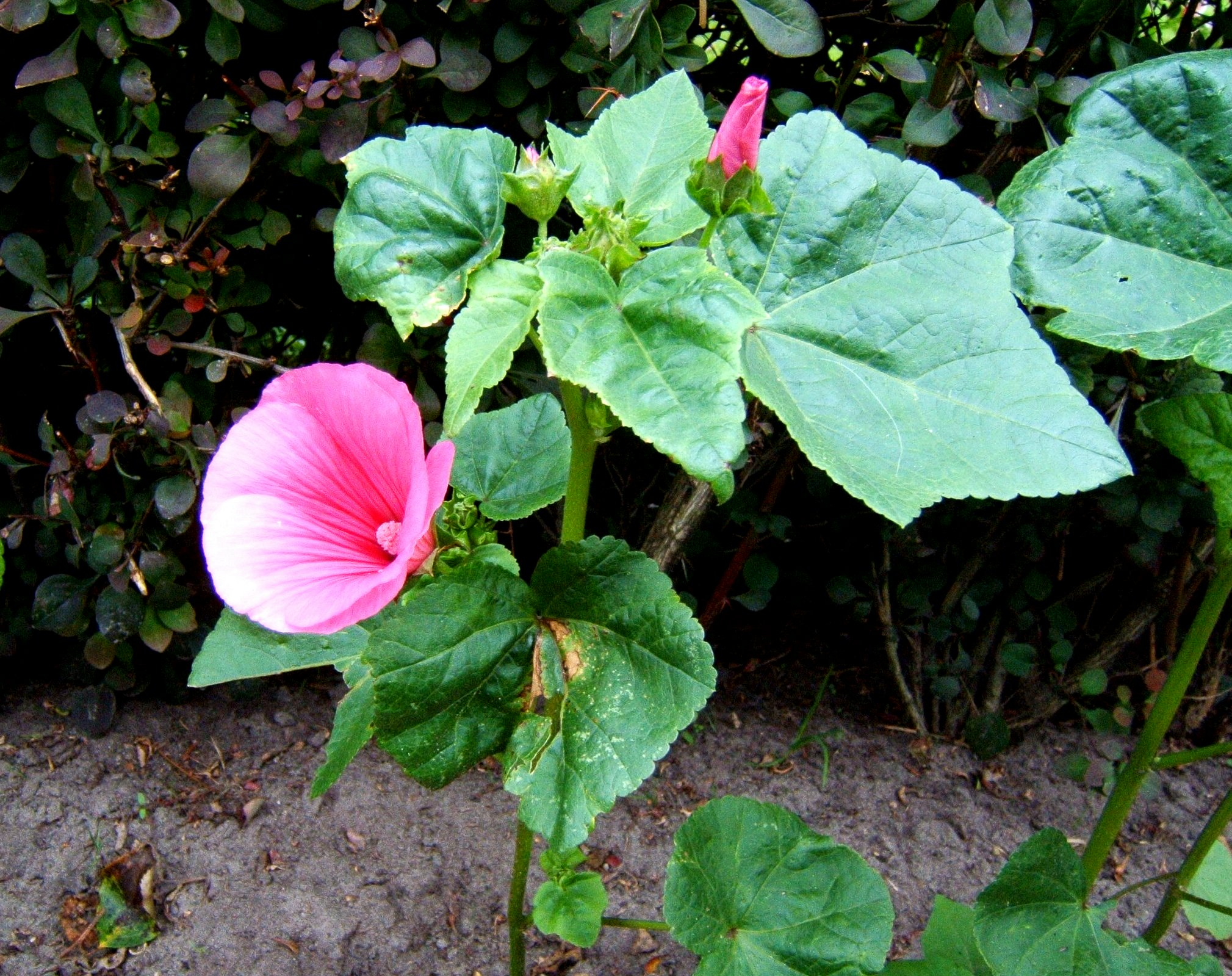
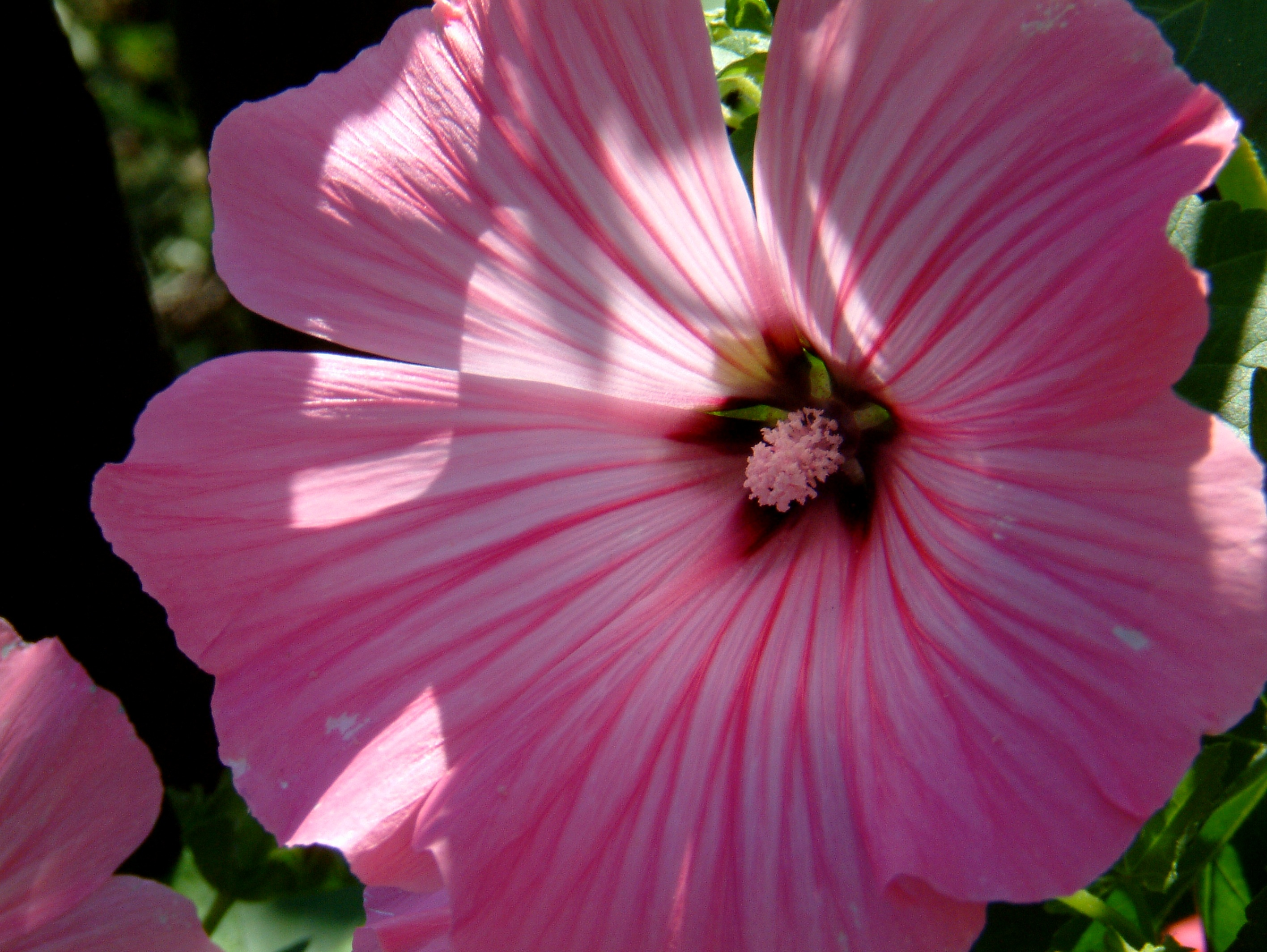
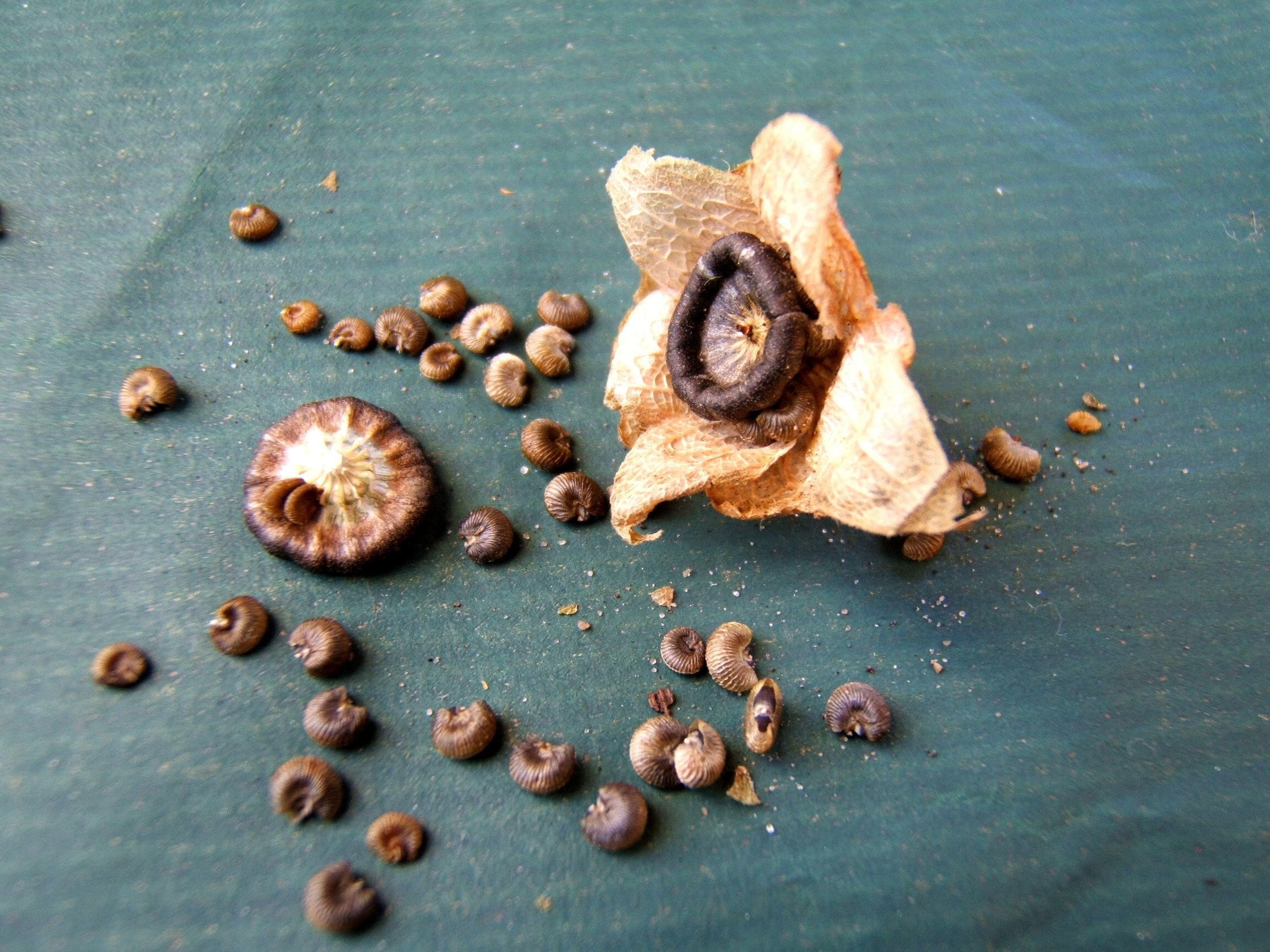